# Lamar Lathon
Lamar Lavante Lathon (Wharton, 23 dicembre 1967) è un ex giocatore di football americano statunitense che ha militato nel ruolo di linebacker nella National Football League (NFL). Al college giocò a football all'Università di Houston.

## Carriera
Lathon fu scelto come 15º assoluto del Draft 1990 dagli Houston Oilers. Vi giocò fino al 1994 dopo di che passò alla neonata franchigia dei Carolina Panthers. La sua miglior stagione la disputò nel 1996 quando mise a segno 13,5 sack, venendo convocato per il suo unico Pro Bowl e inserito nel First-team All-Pro da The Sporting News. Si ritirò dopo la stagione 1998.

## Palmarès
- Convocazioni al Pro Bowl: 1

1996
- First-team All-Pro: 1

1996

## Statistiche
| Partite    | 115  |
| Tackle     | 414  |
| Sack       | 37,5 |
| Intercetti | 4    |